# Gustaw Lutkiewicz
Gustaw Lutkiewicz (Kaunas, Litvánia, 1924. június 29. – Varsó, 2017. február 24.) lengyel színész.

## Filmjei

### Mozifilmek
- A győzelem katonája (Żołnierz zwycięstwa) (1953)
- Nézz a tükörbe (Sprawa do załatwienia) (1953)
- Chleb (1953)
- Karrier (Kariera) (1954)
- A reménység órai (Godziny nadziei) (1955)
- Egy ember frakkban (Nikodem Dyzma) (1956)
- Ziemia (1957)
- Trzy kobiety (1957)
- Wraki (1957)
- Haláltánc (Prawdziwy koniec wielkiej wojny) (1957)
- Anatol úr kalapja (Kapelusz pana Anatola) (1957)
- Éva aludni akar (Ewa chce spać) (1958)
- Awantura o Basię (1959)
- Walet pikowy (1960)
- Az állomáson (Ludzie z pociągu) (1961)
- Emlékek éjszakája (Zaduszki) (1961)
- Komedianty (1962)
- Spóźnieni przechodnie (1962)
- Gengszterek és filantrópok (Gangsterzy i filantropi) (1963)
- A gyilkos és a lány (Zbrodniarz i panna) (1963)
- Przygoda noworoczna (1963)
- Embervadászat (Naganiacz) (1964)
- Ranny w lesie (1964)
- Nieznany (1964)
- A szabadság első napja (Pierwszy dzień wolności) (1964)
- Kaland a Sierra Morénában (Rękopis znaleziony w Saragossie) (1965)
- A légió (Popioły) (1965)
- Niedziela sprawiedliwości (1966)
- Lenin Lengyelországban (Lenin w Polsce) (1966)
- Sobótki (1966)
- Don Gabriel (1966)
- Ktokolwiek wie... (1966)
- A bokszoló (Bokser) (1967)
- Stajnia na Salvatorze (1967)
- A kis lovag (Pan Wołodyjowski) (1969)
- Zbrodniarz, który ukradl zbrodnie (1969)
- Nowy (1970)
- A medveember (Lokis. Rękopis profesora Wittembacha) (1970)
- Mały (1970)
- Przystań (1971)
- Kellemetlen vendég (Kłopotliwy gość) (1971)
- Aktorka (1971)
- Tizenévesek (Seksolatki) (1972)
- Síkos út (Poślizg) (1972)
- Kopernikusz (Kopernik) (1973)
- Na niebie i na ziemi (1974)
- Zaczarowane podwórko (1974)
- Díjak és kitüntetések (Nagrody i odznaczenia) (1974)
- Awans (1975)
- Grzech Antoniego Grudy (1975)
- Éjszakák és nappalok (Noce i dnie) (1975)
- Diagnózis (Doktor Judym) (1975)
- Nie zaznasz spokoju (1978)
- Do krwi ostatniej... (1978)
- Holtak nyelve (Lekcja martwego języka (1979)
- Ojciec królowej (1980)
- Die Schmuggler von Rajgorod (1980)
- Találkozás az Atlanti-óceánon (Spotkanie na Atlantyku) (1980)
- Sowizdrzał świętokrzyski (1980)
- Polonia Restituta (1981)
- Ciosy  (1981)
- Biłek (1981)
- Prof. Kuruzsló (Znachor) (1982)
- Rdza (1982)
- Dolina Issy (1982)
- Futásod véget ér (Der Aufenthalt) (1983)
- Do góry nogami (1983)
- Klejnot wolnego sumienia (1983)
- Ostrze na ostrze (1983)
- Na odsiecz Wiedniowi (1983)
- A nyugodt nap éve (Rok spokojnego słońca) (1984)
- Widziadło (1984)
- Kamienne tablice (1984)
- Őrizet (Nadzór) (1984)
- Dolina szczęścia (1985)
- Hölgy kalapban (Kobieta w kapeluszu) (1985)
- Pismak (1985)
- Przeklęte oko proroka (1985)
- 111 dni letargu (1985)
- Chrześniak (1986)
- Zaproszenie (1986)
- K. u. K. szökevények (C.K. Dezerterzy) (1986)
- Spowiedź dziecięcia wieku (1986)
- Tanie pieniądze (1986)
- Epizod Berlin-West (1986)
- Anioł w szafie (1987)
- Misja specjalna (1987)
- Amerykanka (1988)
- Koniec sezonu na lody (1988)
- Nowy Jork, czwarta rano (1988)
- Oszołomienie (1989)
- Lawa (1989)
- Konsul (1989)
- Gorzka miłość (1990)
- Kramarz (1990)
- Femina (1991)
- Lengyel konyha (Kuchnia polska) (1991)
- Rozmowy kontrolowane (1991)
- Tajemnica puszczy (1991)
- Életet az életért (Życie za życie. Maksymilian Kolbe) (1991)
- Tak tak (1992)
- Wielka wsypa (1992)
- Tűzzel-vassal (Ogniem i mieczem) (1999)
- Syzyfowe prace (2000)

### Tv-filmek
- Cześć kapitanie (1968)
- Mistrz tańca (1969, rövidfilm)
- Dekameron 40 czyli cudowne przytrafienie pewnego nieboszczyka (1971, rövidfilm)
- Dom moich synów (1975)
- Koty to dranie (1978)
- Śnić we śnie (1979)
- Pogotowie przyjedzie (1983)
- Fachowiec (1983)
- Lustro (1986)
- Sala nr 6 (1987)
- Sceny nocne (1990)
- Przybysz z Narbony (1996)

### Tv-sorozatok
- Barbara i Jan (1965)
- Kockázat (Stawka większa niż życie) (1968–1969, két epizódban)
- Klub profesora Tutki (1968, két epizódban)
- Wakacje z duchami (1971, hat epizódban)
- Stawiam na Tolka Banana (1973, egy epizódban)
- Ile jest życia (1974, két epizódban)
- A harmadik határ (Trzecia granica) (1975, egy epizódban)
- Daleko od szosy (1976, egy epizódban)
- Parada oszustów (1976, öt epizódban)
- Zaklęty dwór (1976, egy epizódban)
- Czterdziestolatek (1977, egy epizódban)
- Lalka (1978, egy epizódban)
- Układ krążenia (1978, egy epizódban)
- Dom (1980, két epizódban)
- Życie na gorąco (1979, egy epizódban)
- Doktor Murek (1979, három epizódban)
- Alternatywy 4 (1983)
- Rycerze i rabusie (1984, egy epizódban)
- Najdłuższa wojna nowoczesnej Europy (1981, három epizódban)
- Ballada o Januszku (1987, egy epizódban)
- Pole niczyje (1988, öt epizódban)
- Janka (1989, öt epizódban)
- W labiryncie (1989–1991, 21 epizódban)
- Pogranicze w ogniu (1991)
- Kuchnia polska (1993, három epizódban)
- Bank nie z tej ziemi (1993−1994)
- Zespół adwokacki (1994, 13 epizódban)
- Bar Atlantic (1996)
- Ekstradycja 3 (1999)
- Złotopolscy (2000–2005)